# Clay County, South Dakota
Clay County är ett administrativt område i delstaten South Dakota, USA, med 13 864 invånare. Den administrativa huvudorten (county seat) är Vermillion.

## Geografi
Enligt United States Census Bureau har countyt en total area på 1 079 km². 1 067 km² av den arean är land och 13 km² är vatten.

### Angränsande countyn
- Turner County, South Dakota - nord
- Lincoln County, South Dakota - nordost
- Union County, South Dakota - öst
- Dixon County, Nebraska - sydost
- Cedar County, Nebraska - sydväst
- Yankton County, South Dakota - väst